# Gene Fisher
Gene Fisher (...) è un giocatore di poker statunitense.

## Biografia
Fisher ha vinto due braccialetti alle World Series of Poker del 1980 e del 1993, vincendo la stessa somma (113400 $) in entrambi gli eventi.
Ha vinto il suo primo braccialetto WSOP nel $ 1.500 No Limit Hold'em nel 1980. Fisher ha terminato al terzo posto nel Main Event delle WSOP 1981, vinto poi da Stu Ungar.

## Braccialetti WSOP
| Anno | Torneo                       | Premio   |
| ---- | ---------------------------- | -------- |
| 1980 | $1.500 No Limit Hold'em      | 113400 $ |
| 1993 | $1.500 Seven Card Stud Hi-lo | 113400 $ |